# El Sardinero

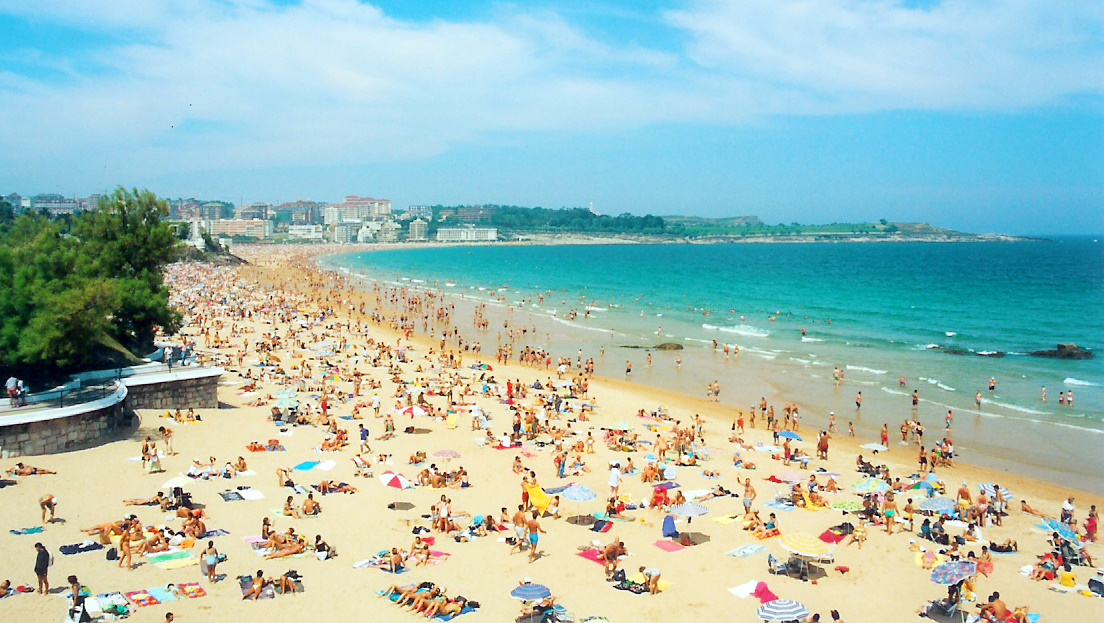
Primera playa del Sardinero.

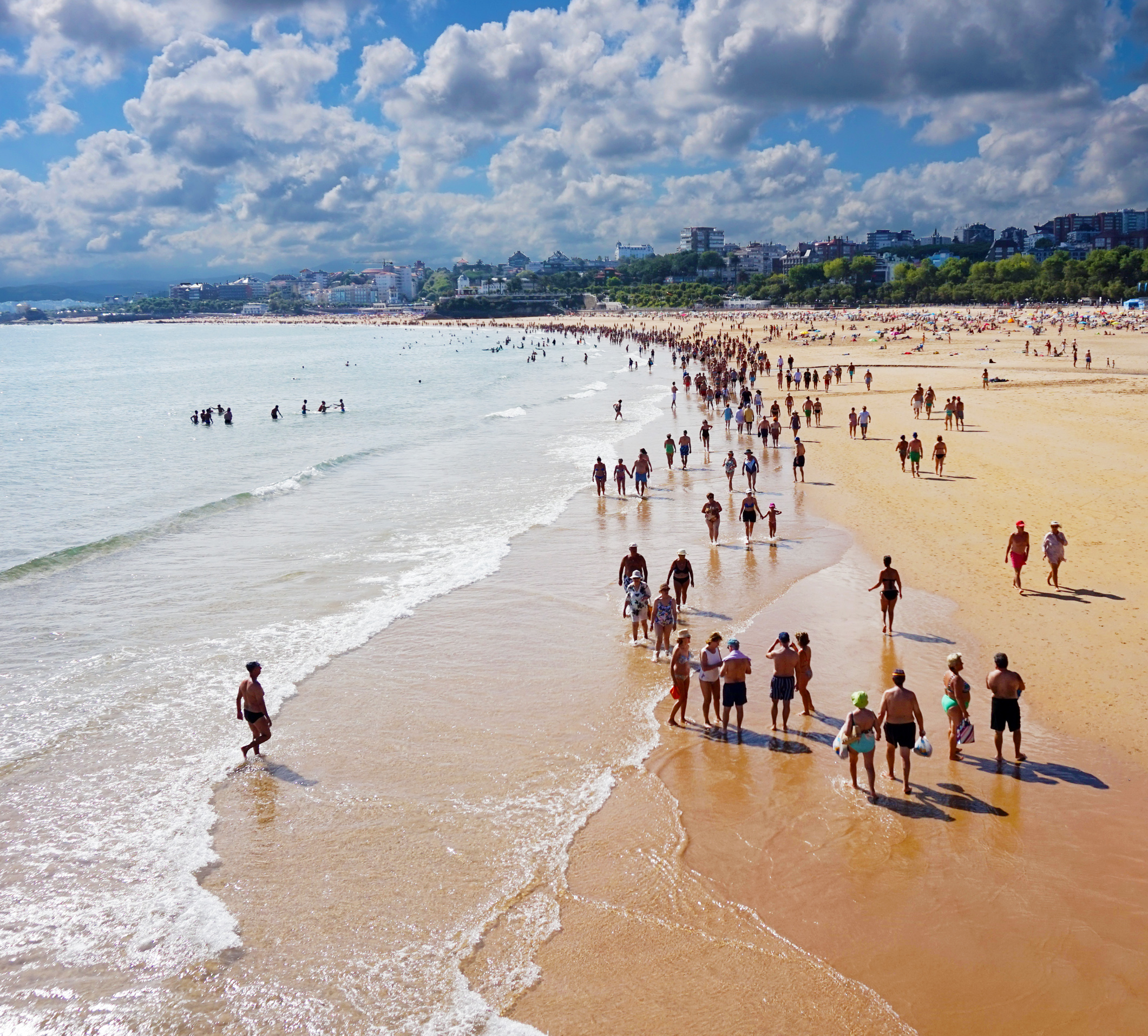
Segunda playa del Sardinero.

El Sardinero es un barrio y a la vez un enclave turístico de la ciudad de Santander (Cantabria, España) conocido por sus extensas playas y por ser uno de los más exclusivos de la ciudad.

## Historia
En sentido amplio se entiende por el Sardinero el área de la costa comprendida entre la península de la Magdalena y la zona de Mataleñas, formando el abra que lleva su nombre. En sentido estricto, el centro de esta área sería la plaza de Italia y los alrededores. Debe su nombre a que antaño se situaba frente a sus playas un caladero en el que era frecuente la pesca de sardinas.
El Sardinero comenzó a ser conocido y muy visitado a partir de mediados del siglo XIX y especialmente a comienzos del siglo XX. La moda de veraneo y los beneficios saludables de los baños de olas atrajeron a este lugar a numerosos visitantes de la burguesía castellana. Poco a poco el Sardinero se fue convirtiendo de un lugar solo visitado por los vecinos de Santander a una ciudad-balneario, con todos los servicios para ofrecer a una sociedad pudiente atraída por el auge económico de Santander, venido de la mano del comercio con las colonias españolas.
Sobre la base de la evolución histórica y funcional de este espacio se diferencian dos morfologías urbanas: la del conjunto formado por los chalets y palacetes construidos desde finales del siglo XIX y la de los modernos edificios de bloques de viviendas principales o secundarias de las últimas décadas.
En torno a la plaza del Pañuelo (actualmente la plaza de Italia) se levantaron hoteles, el casino, alamedas, casas de baño, etc. El Sardinero fue comunicado por amplios paseos como el de Reina Victoria, Menéndez Pelayo o el de Pérez Galdós con el ensanche de Santander.
En el año 1912 se inaugura en la península de la Magdalena el Palacio de la Magdalena que sería residencia del rey Alfonso XIII durante sus estancias de verano en Santander. Estas visitas obligaron a crear nuevos servicios al estilo arquitectónico de la Belle Époque y grandes balnearios similares al de Biarritz. Así, se construyeron el Hotel Real, el Gran Casino, sustituto de los antiguos casinos, el Hipódromo de Bellavista o el campo de polo.

Es a partir de la década de 1950 cuando se inicia una etapa de remodelación tanto en el plano morfológico como funcional. Al mismo tiempo que mantiene su función turística, el Sardinero se convierte en zona de residencia permanente de clases acomodadas.

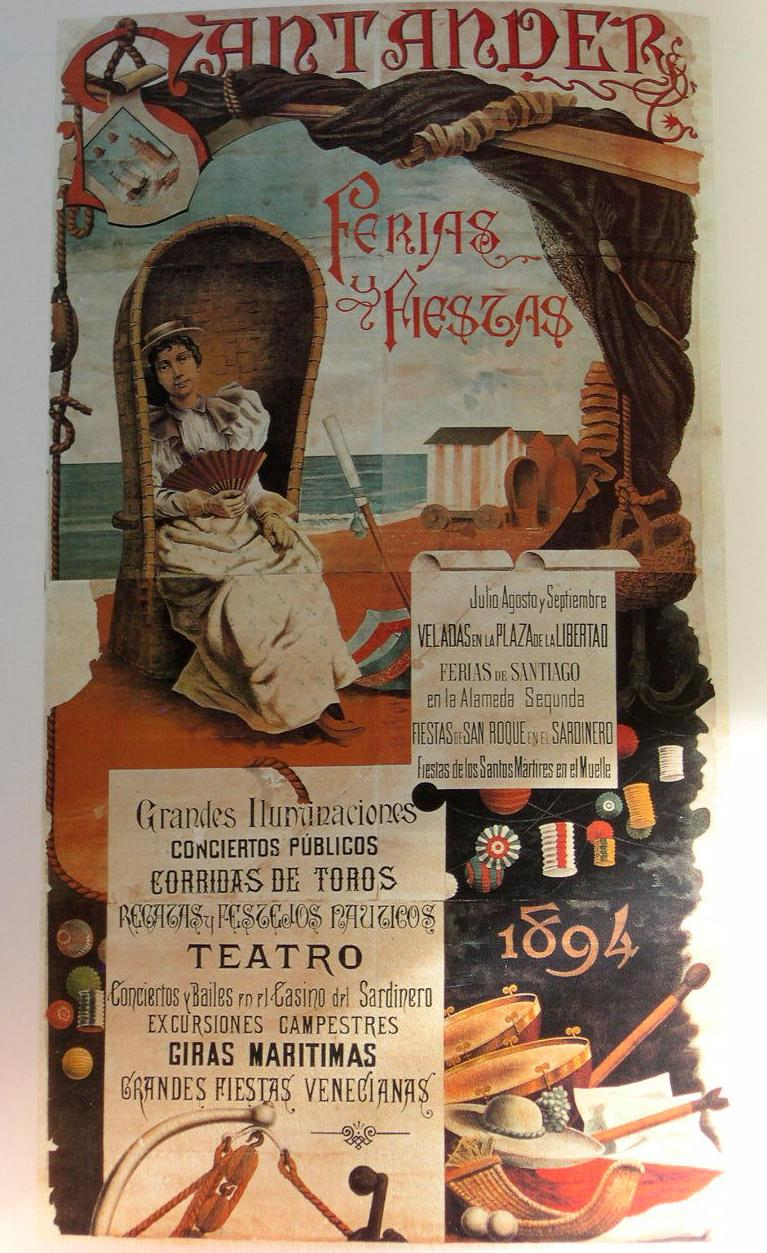
Cartel Ferias y Fiestas de 1894, dibujo Mariano Pedrero
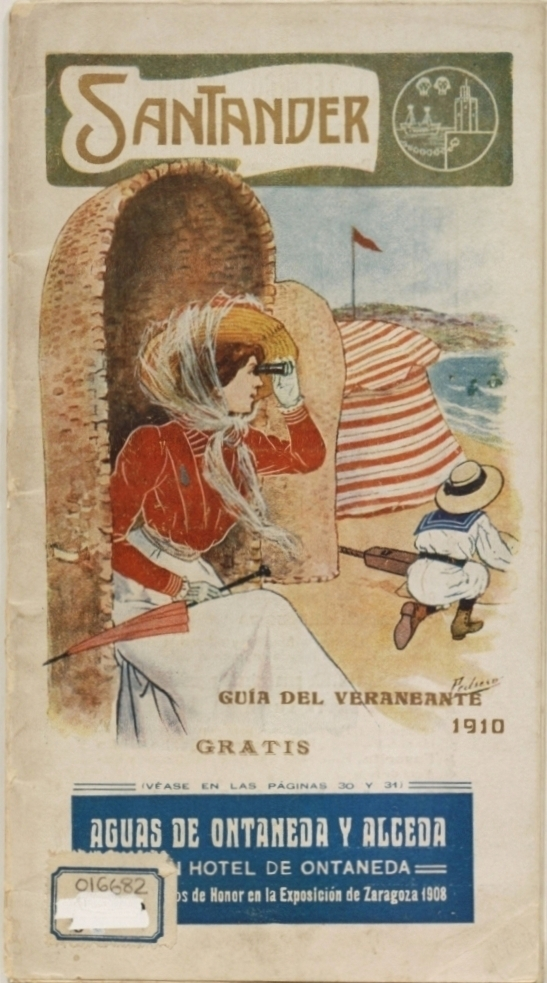
Guía del veraneante de 1910, portada Mariano Pedrero

## Actualmente

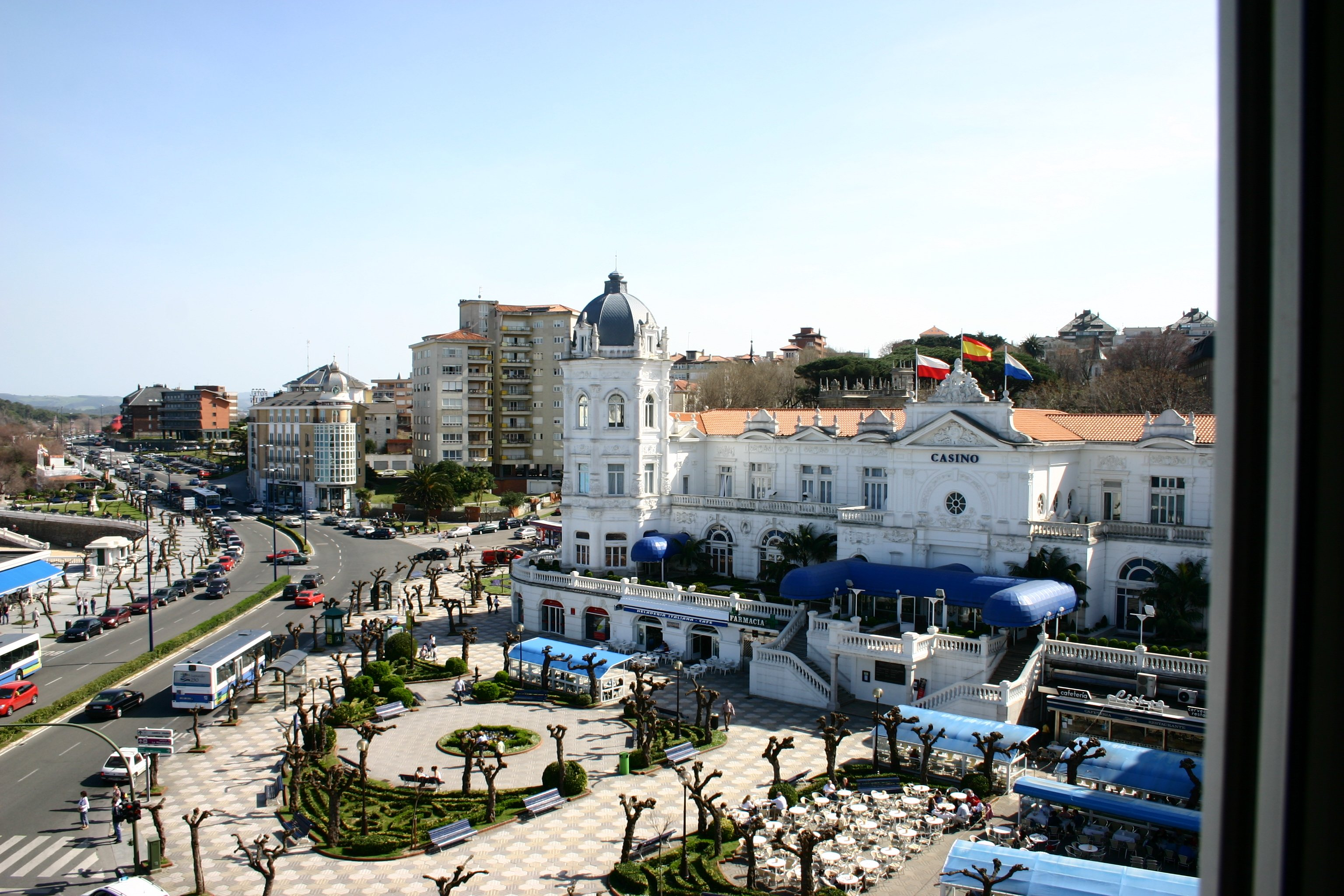
La antigua plaza de Italia y el Gran Casino Sardinero, visto desde el Hotel Sardinero.

Hoy en día la configuración de ciudad-jardín que tuvo el Sardinero ha sido sustituida por edificios residenciales frente a la primera y segunda playas del Sardinero y la playa del Camello. Una amplia zona ajardinada y un paseo marítimo separan las playas de los edificios, con el parque de Piquío ejerciendo como mirador privilegiado sobre las playas. Así mismo, en esta parte de la ciudad se ubican algunas de las grandes infraestructuras culturales y deportivas de la capital, como el Palacio de Exposiciones y Congresos, los Campos de Sport del Sardinero o el Palacio de Deportes. Este último es de diseño vanguardista y con una capacidad para albergar a 10 000 personas en grandes actos.
Se puede considerar como un subcentro de la ciudad de Santander, especialmente valorado por su calidad ambiental y como área de ocio, siendo la zona más destacada de la ciudad desde el punto de vista turístico.

## Las playas
El Sardinero cuenta con dos playas con su mismo nombre. Una es la primera playa del Sardinero y la otra es la segunda playa del Sardinero. Son dos playas distintas aunque están seguidas en la línea de costa y cuando baja la marea se unen.
La historia cuenta que en el pasado, una de las playas era utilizada por las clases medias y bajas y la otra era usada por las clases altas santanderinas, por lo que había una diferenciación social entre ambas.[cita requerida] Hoy en día ambas playas son muy familiares y muy concurridas durante el verano, ya que son las más extensas con las que cuenta la ciudad.

## Galería

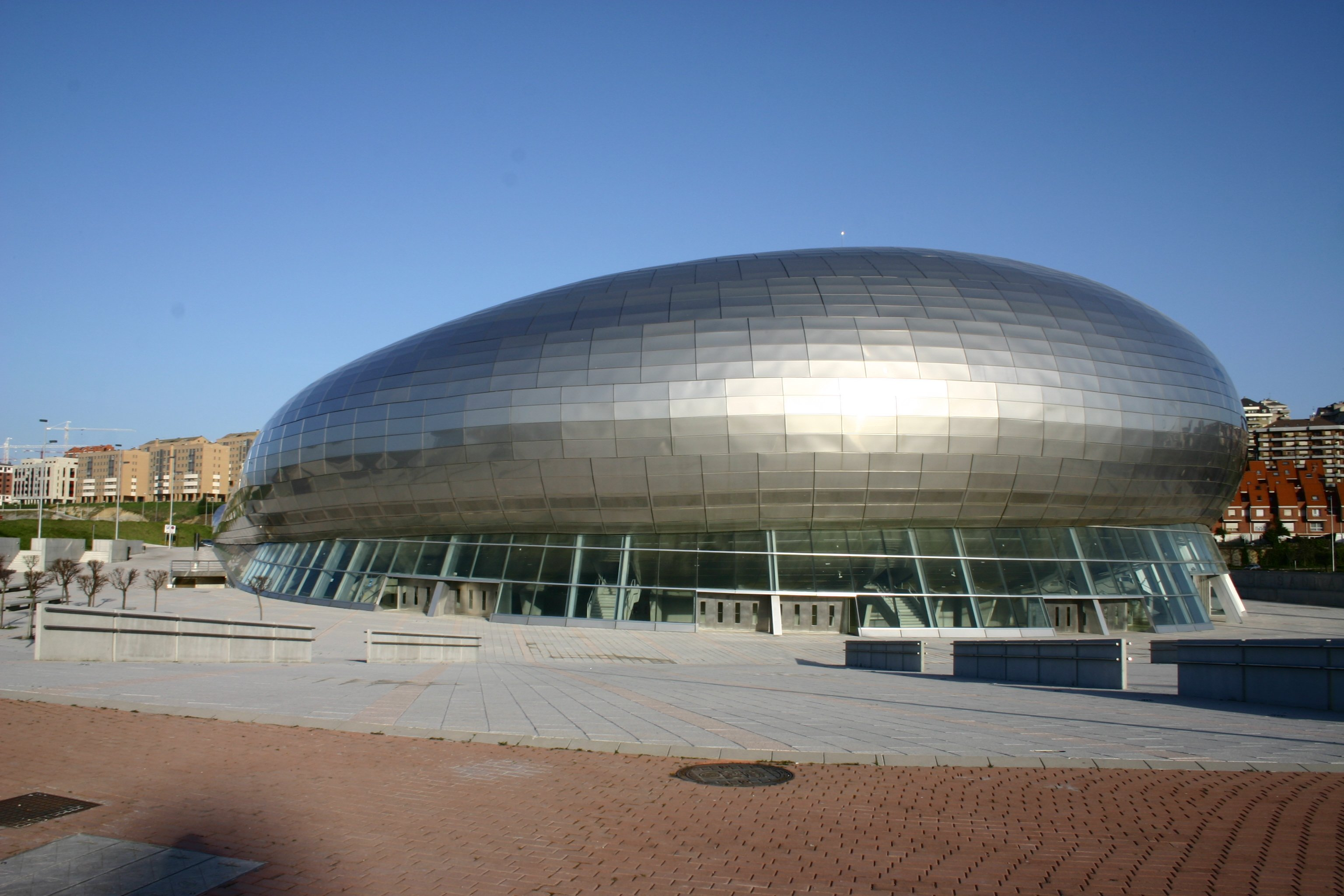
Palacio de Deportes.
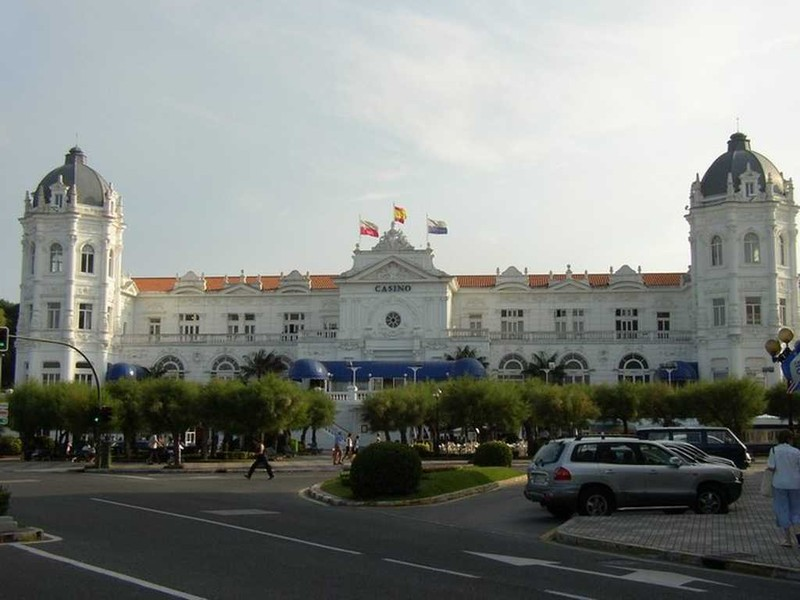
El Gran Casino del Sardinero ubicado en la Plaza de Italia.
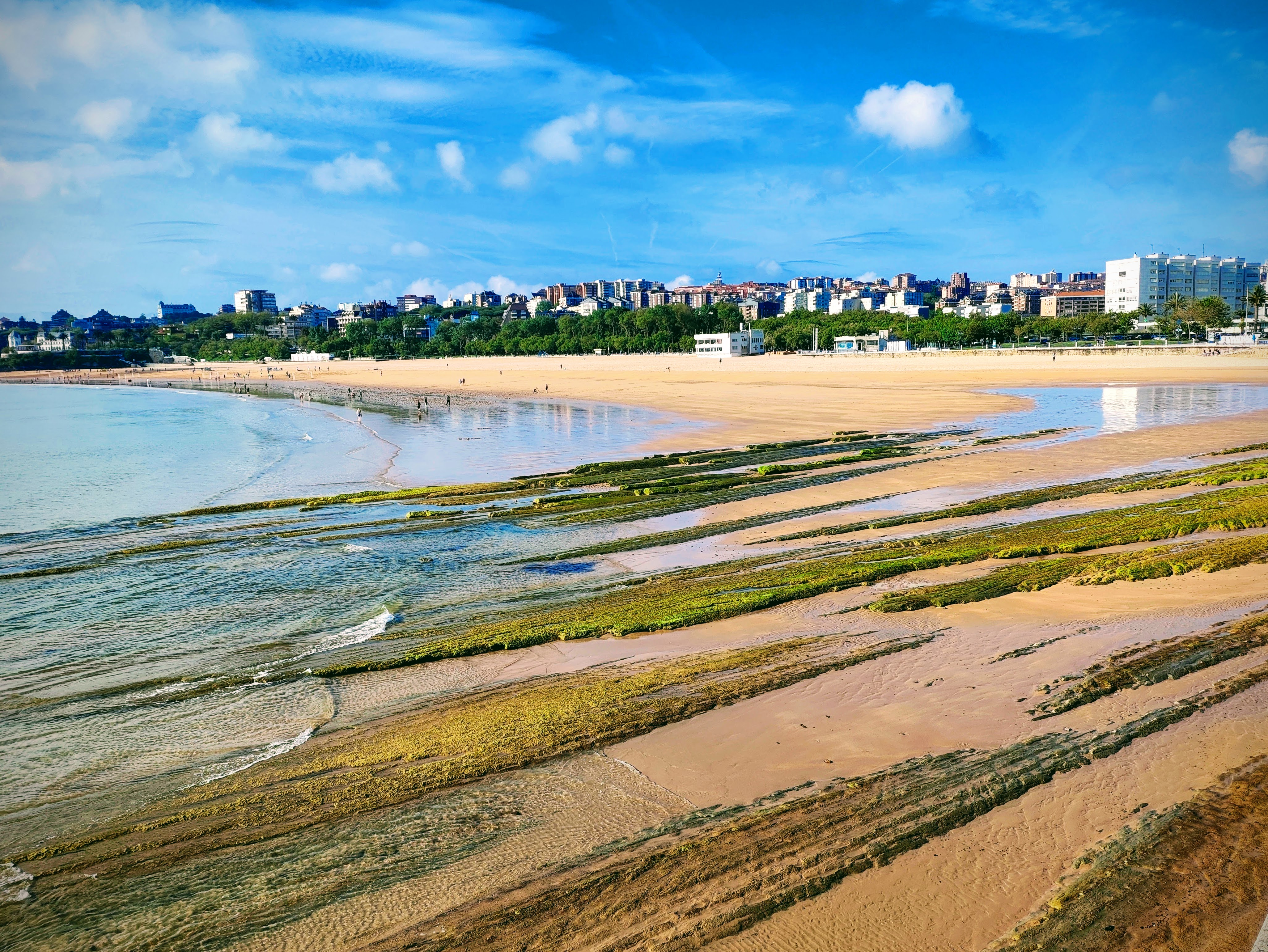
Segunda playa del Sardinero durante la bajamar.
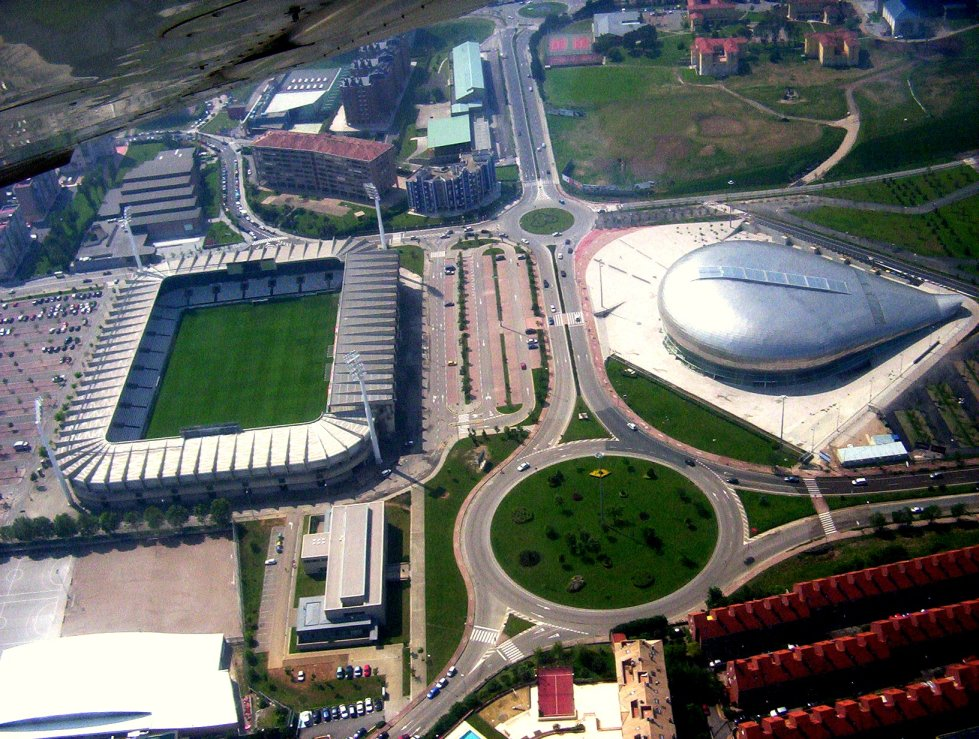
Vista aérea de los Campos de Sport del Sardinero y el Palacio de Deportes.
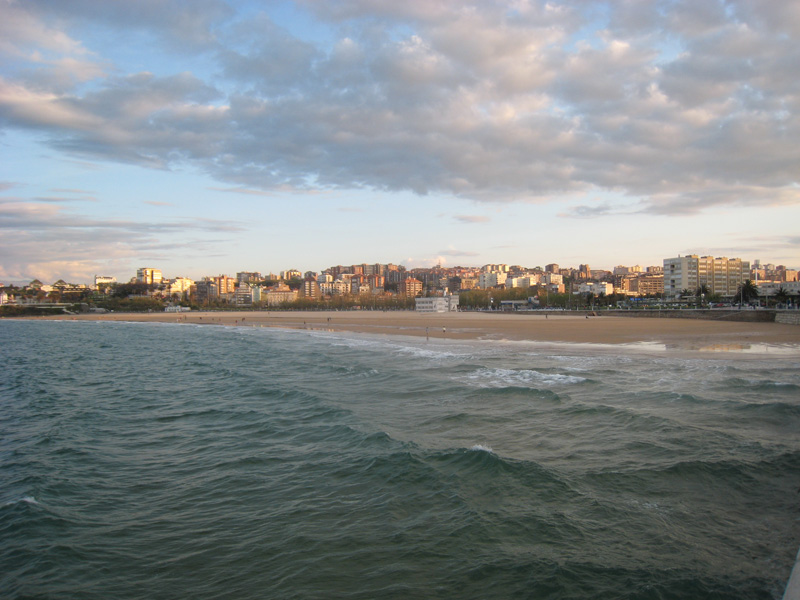
La playa del Sardinero vista desde el Chiqui.
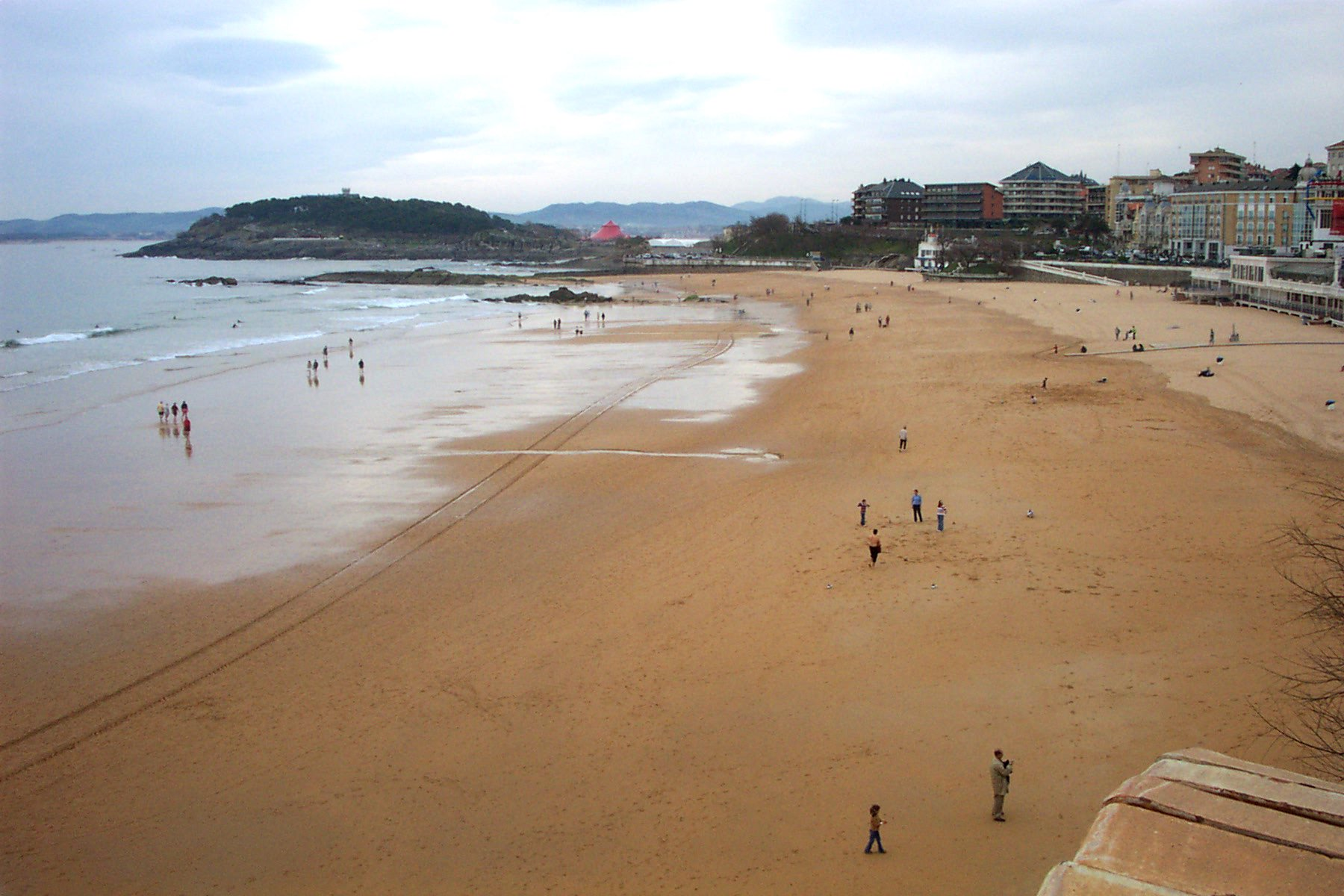
Primera playa del Sardinero, al fondo la península de la Magdalena.
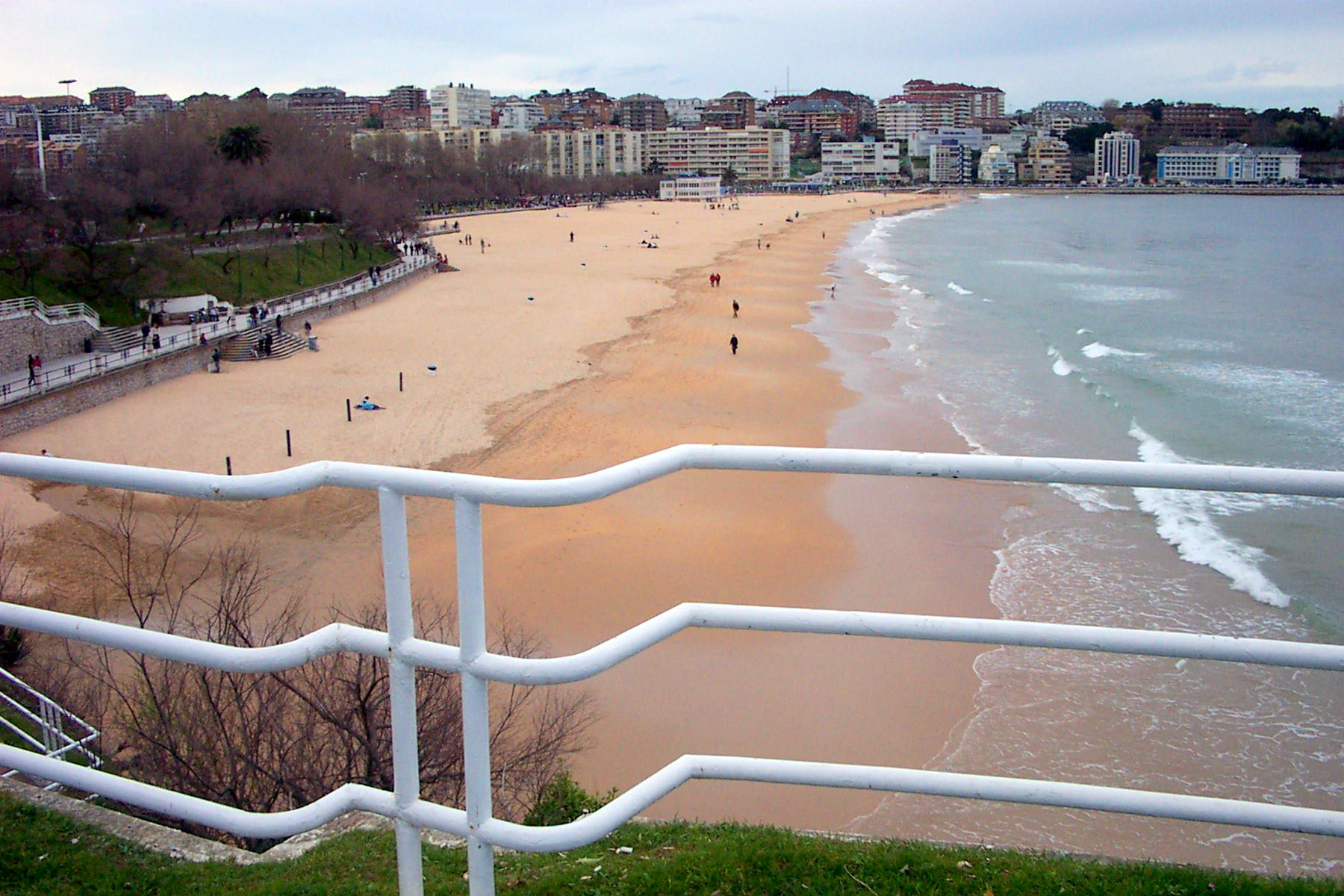
Segunda playa del Sardinero, vista desde los jardines de Piquío.
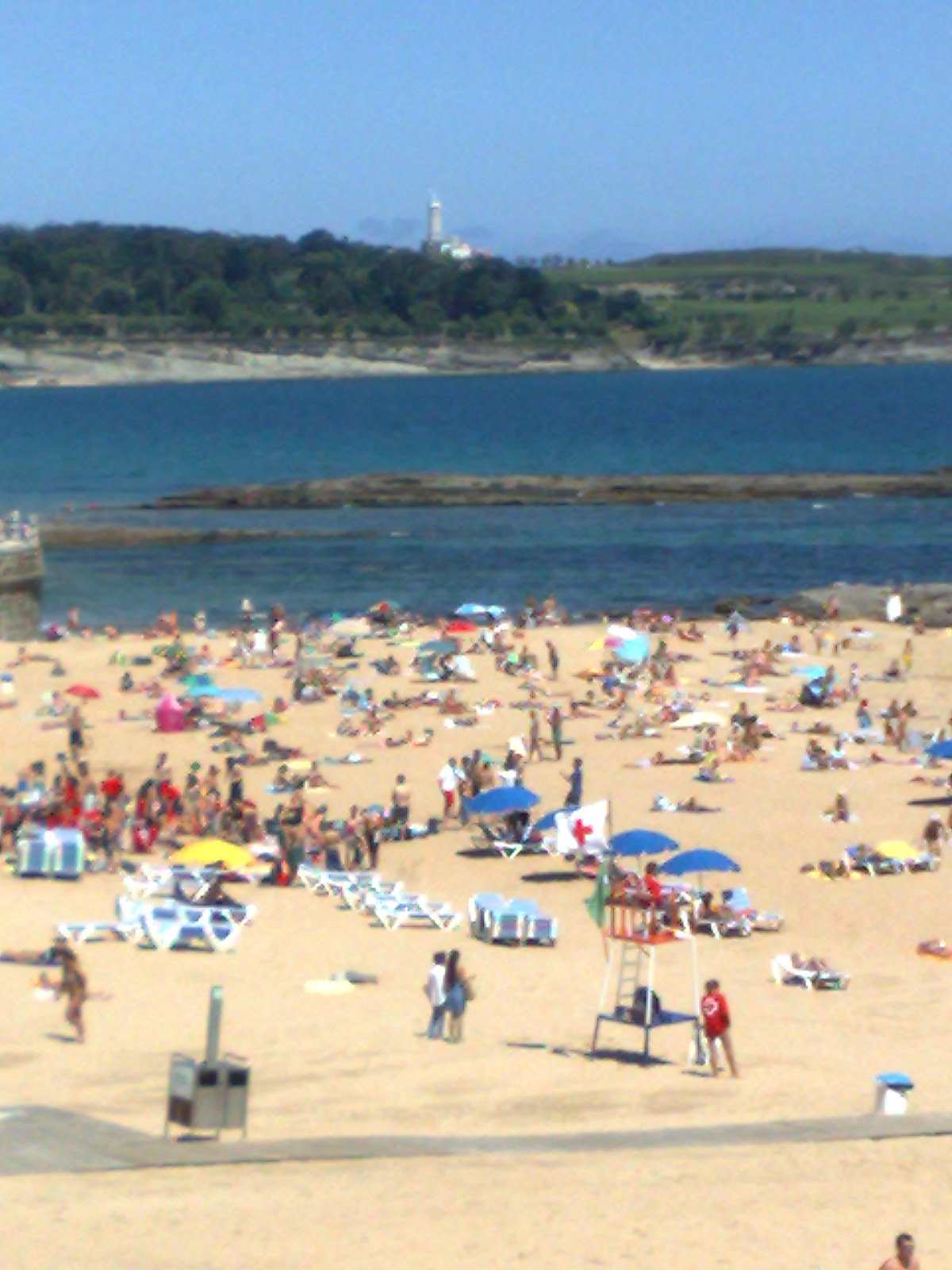
Segunda playa del Sardinero, al fondo el faro de Cabo Mayor.
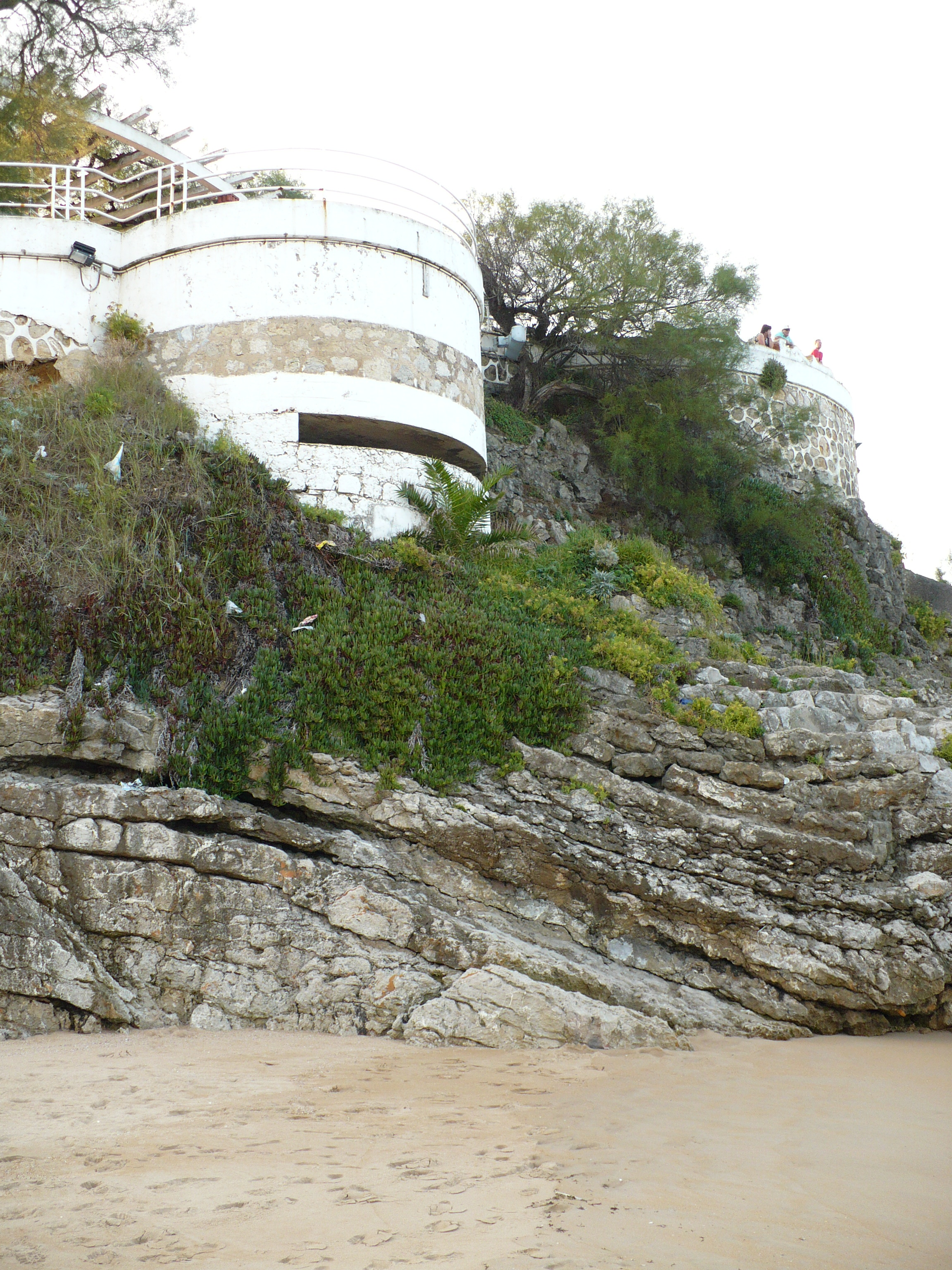
Nido de ametralladoras de la Guerra Civil en Cantabria en Piquío (Santander)
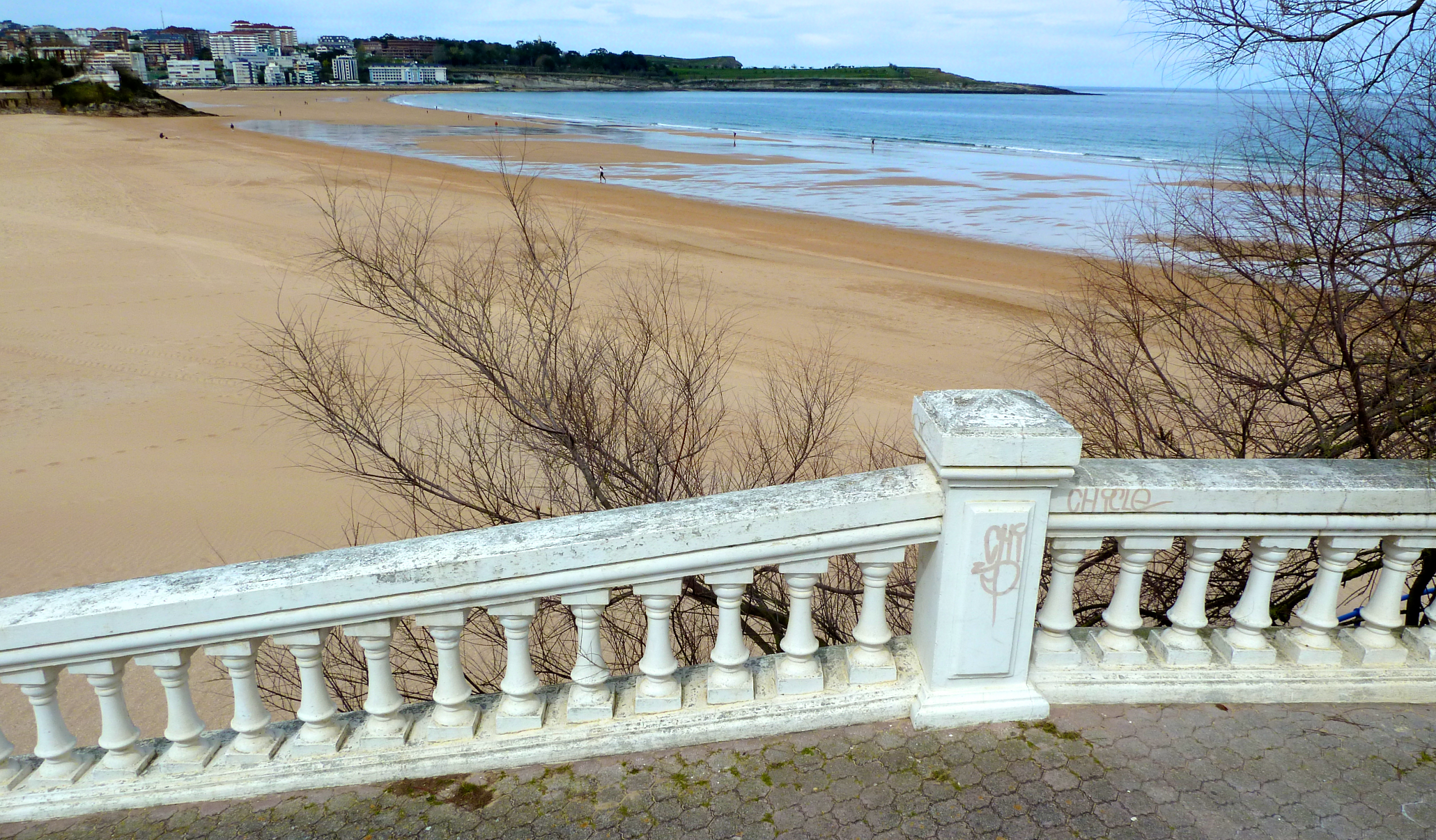
Las dos playas del Sardinero (Santander)
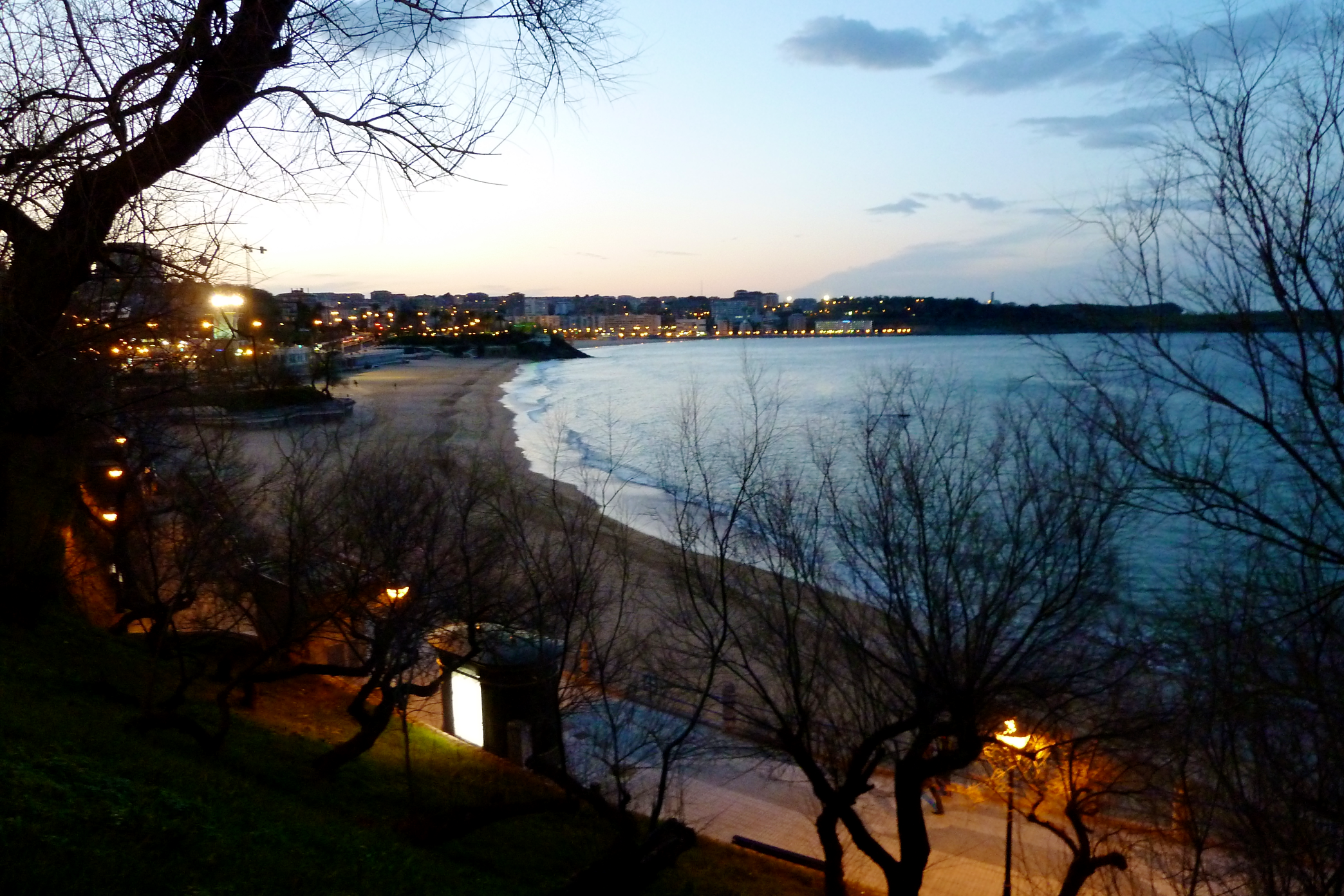
Las dos playas del Sardinero vistas desde la península de la Magdalena (Santander)